# Список керівників держав 520 року
Список керівників держав 520 року — це перелік правителів країн світу 520 року
Список керівників держав 519 року — 520 рік — Список керівників держав 521 року — Список керівників держав за роками

## Європа
- Арморика — правили король Еріх та король Будік II
- Британські острови:
  - Брінейх — правили два брати король Бран Старий (510-?) та король Кінгар ап Дівнуал (510-?)
  - Бріхейніог — король Рігенеу ап Райн (510–540)
  - Вессекс — король Кердік (519–534)
  - Гвінед — король Кадваллон ап Ейніон (бл. 500 — бл. 520), його змінив син король Майлгун ап Кадваллон (бл. 520–547)
  - Глівісінг — король Гвінліу Бородатий (480–523)
  - Дал Ріада— король Комгалл (507–538)
  - Дівед — король Гуртевір ап Айргол (495–540)
  - Думнонія — король Кадо ап Геррен (508—537)
  - Ебрук — король Еліффер ап Ейніон (500—560)
  - Елмет — король Ллаенног ап Масгвід (495—540)
  - Ессекс — король Сіхельм (508—539)
  - Каер Гвенддолеу — король Кейдіо ап Эйніон (505—550)
  - Кент — король Окта (512—540)
  - Мерсія — король Кнебба (517—538)
  - Королівство Пенніни — король Пабо Опора Британії (бл. 500 — бл. 525)
  - плем'я піктів — король Дрест II (508—538)
  - Королівство Повіс — король Кінген Достопам'ятний (519—547)
  - Регед — король Мейрхіон Гул (бл. 490 — бл. 535)
  - Королівство Сассекс — король Кісса (514—567)
  - Стратклайд(Альт Клуіт) — король Клінох ап Думнагуал (ок. 490 — ?)
- плем'я булгарів — хан Сінній (500—530)
- Королівство бургундів — король Сигізмунд (516—524)
- Вестготське королівство — король Амаларіх (511—531)
- Візантійська імперія — імператор Юстин I (518—527)
  - Патріарх Константинопольський — Іоанн II (518—520), його змінив Епіфаній (520—535)
- Королівство гепідів — король Гелемунд (508—548)
- Ірландія — верховний король Муйрхертах мак Ерке (507—534)
  - Айлех — король Муйрхертах мак Ерке (489—534)
  - Коннахт — король Еоган Бел мак Келлайг (502—543)
  - Ленстер — король Іланн мак Дунлайнге (495—527)
  - Манстер — король Еохайд мак Енгус (492—523)
  - Улад — король Керелл мак Моредах (509—532)
- Королівство лангобардів — король Вако (510—540)
- плем'я остготів — король Теодорих Великий (474—526)
- Королівство свевів — король Теодемунд (бл. 500 — бл. 550)
- Святий Престол — папа римський Гормізд (514—523)
- Королівство Тюрингія:
  - король Герменефред (бл. 507—534)
  - король Бертахар (бл. 507—525)
  - король Бадеріх (бл. 507—529)
- Франкське королівство — правили чотири брати:
  - Австразія — король Теодоріх I (Резиденція у Реймсі) (511—534)
  - Суассон — король Хлотар I (511—561)
  - Париж — король Хільдеберт I (511—558)
  - Орлеан — король Хлодомир (511—524)
- Швеція — король Оттар (бл. 515 — бл. 530)

## Азія
- Абазгія — князь Анос (бл. 510 — бл. 530)
- Аль-Хіра (Династія Лахмідів) — цар Аль-Мундір III ібн аль-Нуман (505–554)
- Гаоцзюй — небесний імператор Іфу (516–534)
- Диньяваді (династія Сур'я) — раджа Сур'я Теза (513–544)
- Джабія (династія Гассанідів) — цар Джабала IV ібн аль-Харіт (512–529)
- Держава ефталітів — хан Міхіракула (515–533)
- Жужанський каганат — каган Юйцзюлюй Чоуну (508–520), його скинув і почав правити каган Юйцзюлюй Анагуй (520–552)
- Іберійське царство — цар Дачі (502–534)
- Індія:
  - Вішнукундина — цар Вікрамендра Варма I (508—528)
  - Імперія Гуптів — магараджа Нарасімхагупта (515—530)
  - Західні Ганги — магараджа Авініта (469—529)
  - Держава Кадамба — цар Харіварман (519—525)
  - Камарупа — цар Бхутіварман (518—542)
  - Маітрака — магараджа Дронасінха (бл. 500 — бл. 520), його змінив магараджа Друвасена I (бл. 520 — бл. 550)
  - Династія Паллавів  — махараджа Кумаравішну II (500—520), його змінив махараджа Віджая Буддхаварман (520—540)
  - Раджарата — раджа Кумара Датусена (515—524)
  - Чалук'я — араджа Джаясімха Валлабха (500—525)
- Кавказька Албанія — цар Гурген (510—530)
- Китай (Південні та Північні династії)
  - Династія Лян — імператор Сяо Янь (У-ді) (502—549)
  - Династія Північна Вей — імператор Юань Сюй (Сяо Мін-ді) (515—528)
  - Тогон — Муюн Фулянчоу (490—540)
- Царство Кінда — цар Аль-Харіт Талабан ібн Амр (489—528)
- Корея:
  - Кая (племінний союз) — кимгван Кьомджі (492—521)
  - Когурьо — тхеван (король) Анжан (519—531)
  - Пекче — король Мурьон (501—523)
  - Сілла — ван Попхин Великий (514—540)
- Лазіка — цар Дамназ (468—522)
- Паган — король Таік Тенг (516—523)
- Персія:
  - Держава Сасанідів — шахіншах Кавад I (488—496, 499—531)
- Тарума (острів Ява) — цар Кандраварман (515—535)
- Фунань — король Рудраварман I (514—550)
- Хим'яр — цар Юсуф Ас'ар Ят'ар (517—525)
- Чампа — князь Деваварман (510—526)
- Японія — імператор Кейтай (507—531)

## Африка
- Аксумське царство — негус Калеб (бл. 520-бл. 540)
- Королівство вандалів і аланів — король Тразамунд (496–523)

## Північна Америка
- Цивілізація Майя:
  - Копан — цар Балам-Нен (бл. 504–532)
  - місто Паленке — священний владика Аку'ль Мо’ Нааб I (501–524)
  - місто Тікаль — цариця Іш-Йокін (бл. 508 — бл. 528)